# 1104
Năm 1104 là một năm trong lịch Julius.